# Divîcikî, Pereiaslav-Hmelnițki
Divîcikî (în ucraineană Дівички) este o comună în raionul Pereiaslav-Hmelnițki, regiunea Kiev, Ucraina, formată numai din satul de reședință.

## Demografie
Componența lingvistică a comunei Divîcikî
     Ucraineană (90,96%)
     Rusă (8,51%)
     Alte limbi (0,34%)
Conform recensământului din 2001, majoritatea populației comunei Divîcikî era vorbitoare de ucraineană (90,96%), existând în minoritate și vorbitori de rusă (8,51%).